# Odžak (kommun)
Odžak är en kommun i Bosnien och Hercegovina.   Den ligger i entiteten Federationen Bosnien och Hercegovina, i den norra delen av landet, 130 km norr om huvudstaden Sarajevo. Antalet invånare är 15 803. Arean är 118 kvadratkilometer.